# Nizozemská renesance
Nizozemská renesance byla kulturním obdobím severské renesance, které se odehrávalo v 16. století v historické oblasti Nizozemí (což odpovídá oblastem dnešní Belgie, Nizozemska a francouzských Flander).
Na konci 15. století byla kultura v Nizozemí ovlivněna italskou renesancí prostřednictvím obchodu přes Bruggy, díky čemuž Flandry bohatly. Místní šlechtici si najímali umělce, kteří se stali známými po celé Evropě. Ve vědě vynikl např. Andreas Vesalius zabývající se anatomií, v kartografii pomáhaly mapy Gerarda Mercatora objevitelům a navigátorům. V umění sahala formou i obsahem holandská a vlámská renesanční malba od podivného díla Hieronyma Bosche až po každodenní život Pietera Brueghela staršího. Nizozemskou renesanci lze sledovat také v architektuře, hudbě a literatuře.

## Geopolitická situace a zázemí

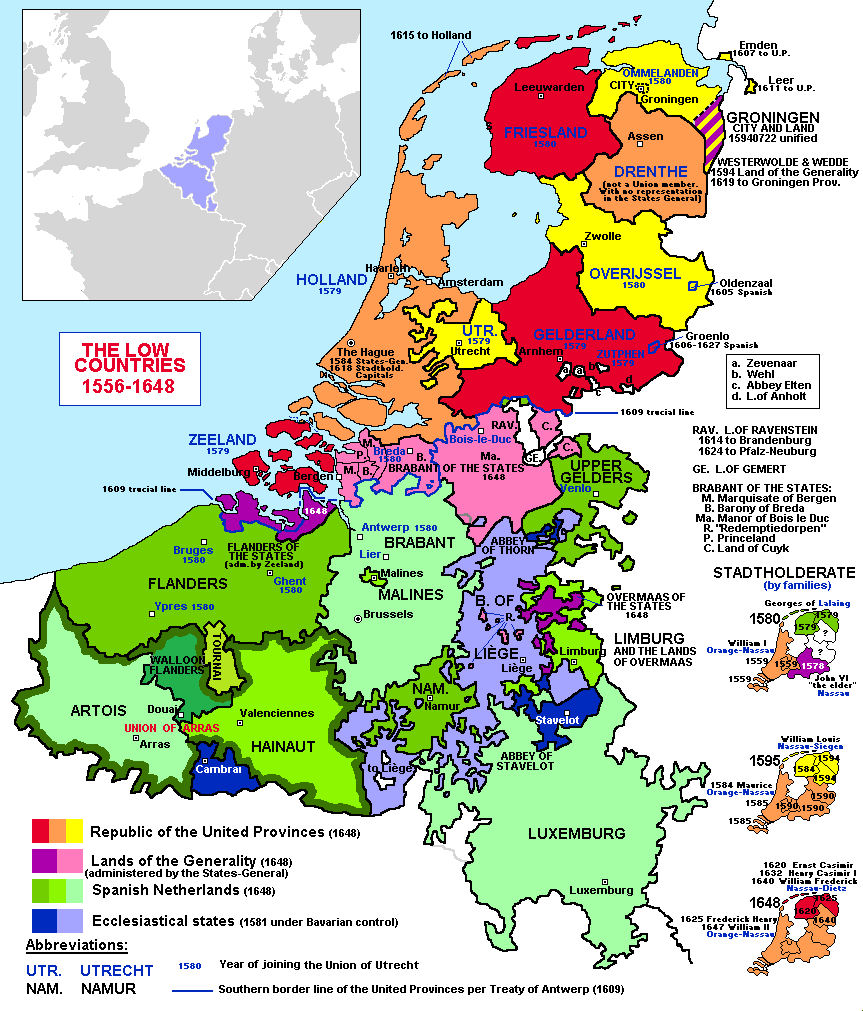
Mapa ukazující politickou situaci v Nizozemí v letech 1556 až 1648

V roce 1500 bylo Sedmnáct provincií v personální unii pod vládou burgundských vévodů. S vlámskými městy jako gravitačními centry, tvořily kulturně a ekonomicky jednu z nejbohatších částí Evropy. V průběhu století došlo v regionu k významným změnám. Humanismus a reformace vedly k povstání proti španělské nadvládě Španělska Filipa II. a k zahájení náboženské války. Koncem 16. století bylo severní a jižní Nizozemsko prakticky rozděleno. Zatímco toto rozdělení se ve výtvarném umění odráželo na severu zlatou érou nizozemské malířství a na jihu vlámským barokem, ostatní oblasti myšlení zůstaly spojeny s proudy renesančního myšlení 16. století. Postupně se moc přesunula z jižního Nizozemska, které zůstalo pod španělskou pravomocí, na rozvíjející se Nizozemskou republiku.
Osud regionu v 16. století určily dva faktory. Prvním byla unie se Španělským královstvím díky manželství Filipa I. Kastilského z Burgundska a Jany I. Kastilské v roce 1496. Jejich syn, Charles V, narozený v Gentu, měl zdědit největší říši na světě, a Nizozemsko, i když prominentní část říše, se stalo závislé na velké zahraniční moci.
Druhým faktorem byl náboženský vývoj. Středověk ustoupil novým způsobům náboženského myšlení. Například praktiky Devotio Moderna byly v regionu zvláště silné, a kritika katolické církve 16. století, která se šířila po celé Evropě, se dostala také do Nizozemí. Humanisté jako Erasmus Rotterdamský byli kritičtí, ale zůstávali věrní církvi. Šíření protestantské reformace, kterou zahájil Martin Luther v roce 1517, však nakonec vedlo k otevřené válce. Reformace, zejména myšlenky Jana Kalvína, získala v Nizozemí významnou podporu. Španělsko se pokusilo potlačit vlnu obrazoboreckého výbuchu v roce 1566 a udržet autoritu posttridentské církve silou, instalací Fernanda Álvarez de Toledo, vévody z Alby. Represe, která následovala, vedla k nizozemské revoluci, začátku osmdesátileté války a v severních provinciích k zřízení Spojených provincií nizozemských. Následně se jižní Nizozemsko stalo baštou protireformace, zatímco kalvinismus byl hlavním náboženstvím těch, kteří byli u moci ve Spojených provinciích nizozemských.

### Vliv italské renesance

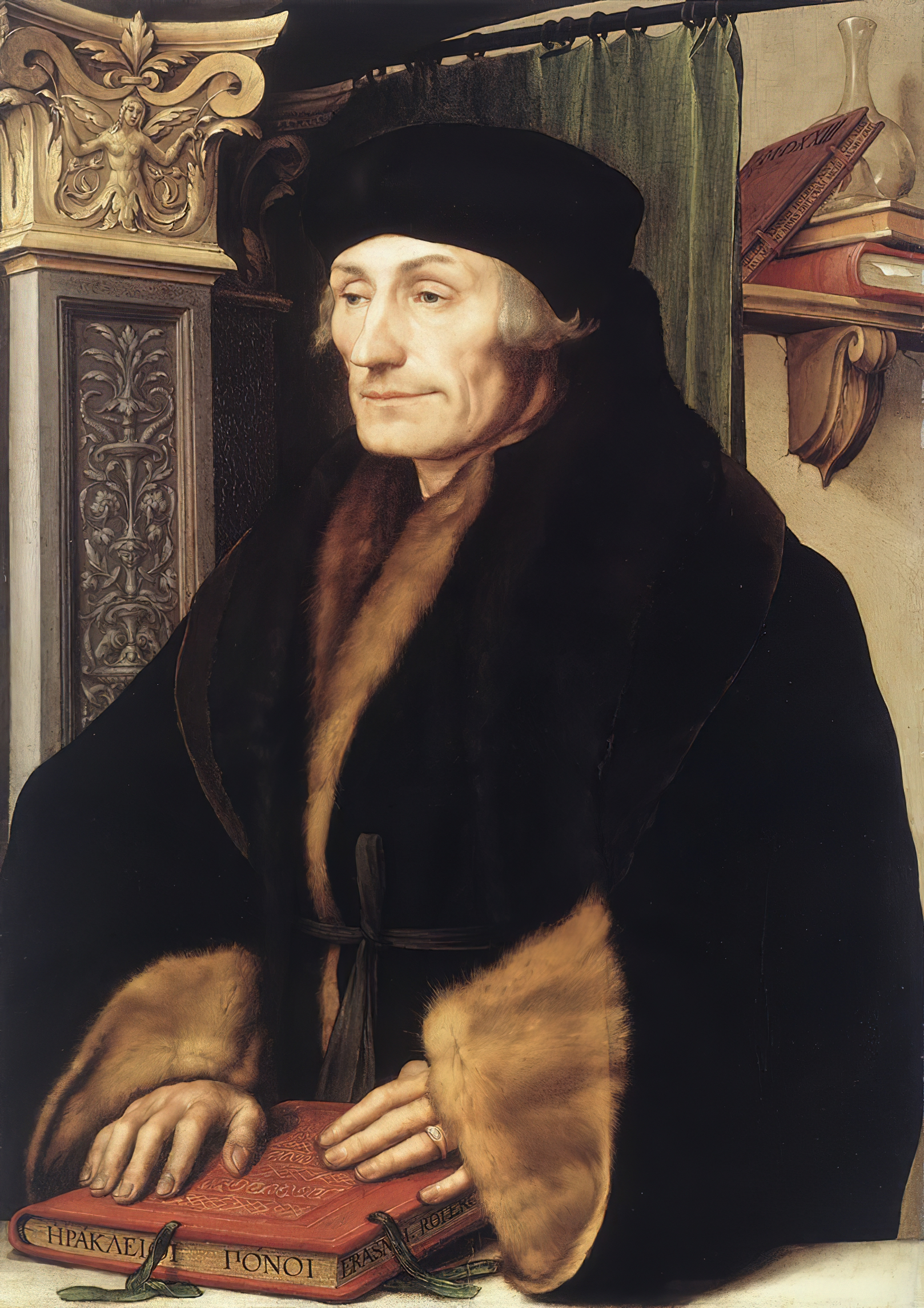
Erasmus Rotterdamský v 1523

Na konci 15. století proměnil obchod v přístavu Bruggy a textilní průmysl v Gentu, Flandry v nejbohatší část severní Evropy. Burgundský dvůr sídlil většinou v Bruggách, Gentu a Bruselu. Šlechtici a bohatí obchodníci si byli schopni najímat umělce a tím vytvořili třídu vysoce kvalifikovaných malířů a hudebníků, kteří byli obdivováni a žádáni po celém kontinentu.
Tento stav vedl k častým výměnám mezi Nizozemím a severní Itálií. Příkladem jsou italští architekti Tommaso Vincidor a Alessandro Pasqualini, kteří pracovali po většinu své kariéry v Nizozemí, vlámský malíř Jan Gossaert, jehož návštěva Itálie v roce 1508 ve společnosti Filipa Burgundského zanechala hluboký dojem, hudebník Adrian Willaert, který z Benátek učinil nejdůležitější hudební centrum své doby (viz benátská škola), a Giambologna, vlámský sochař, který strávil své nejproduktivnější roky ve Florencii.
Před rokem 1500 měla italská renesance za Alpami malý nebo žádný vliv. Poté zde lze spatřit renesanční vlivy, ale na rozdíl od italské renesance zůstávají důležité gotické prvky. Oživení klasického období také není ústředním tématem jako v Itálii, „znovuzrození“ se projevuje spíše jako návrat k přírodě a pozemské kráse.

## Renesance v Nizozemí

### Malířství

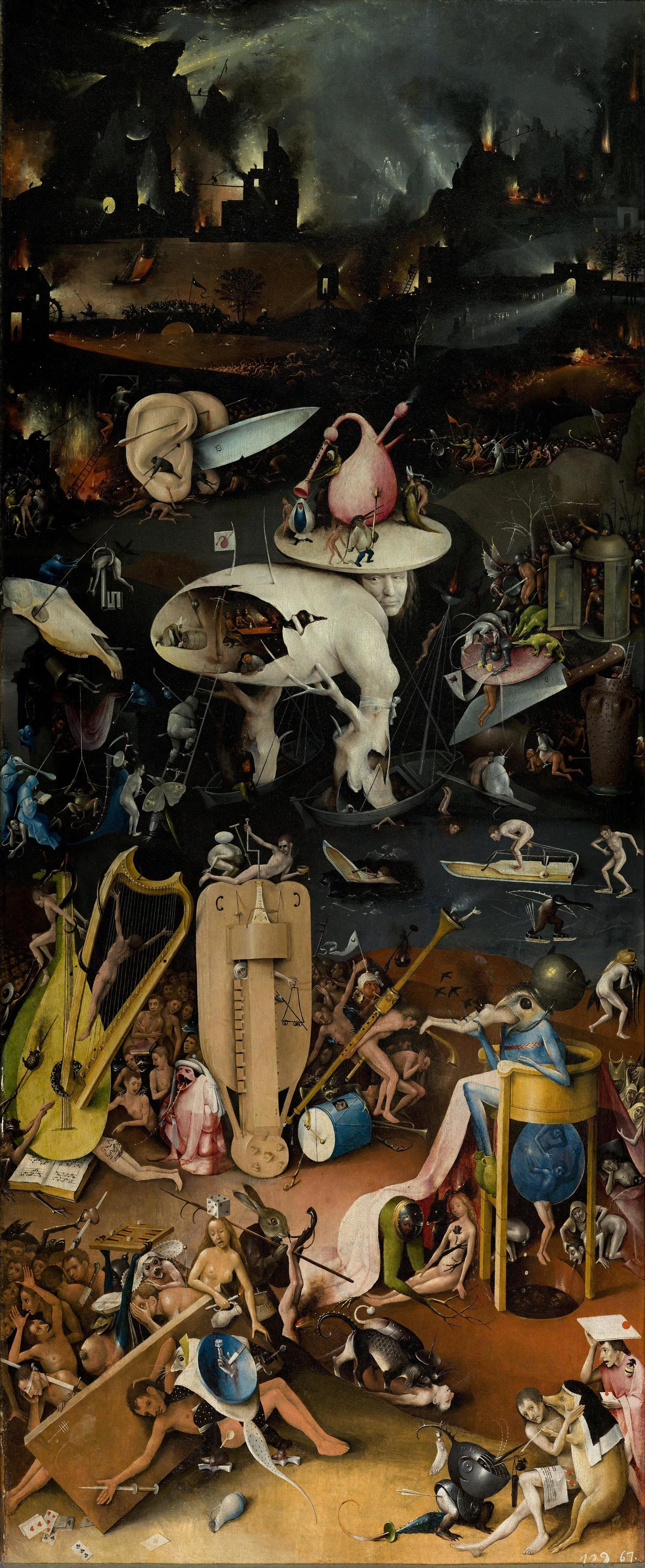
Peklo, pravý panel z triptychu Zahrada pozemských radostí od Hieronymuse Bosche

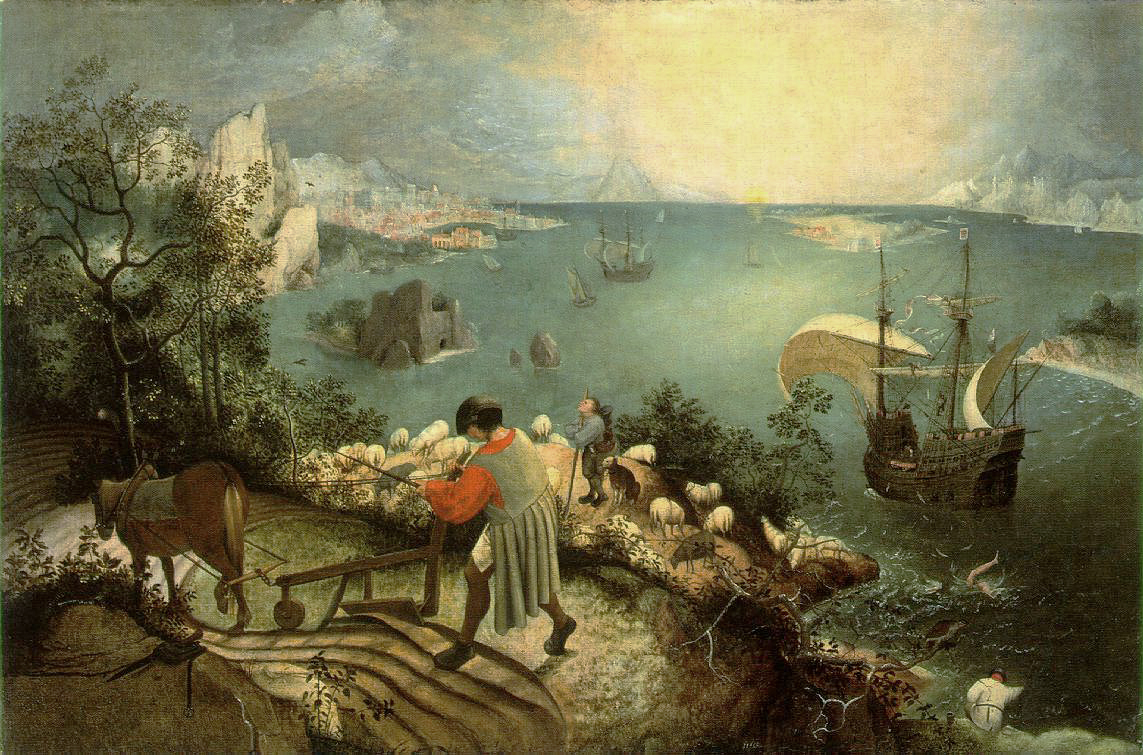
Ikarův pád podle Pietera Bruegela staršího

Nizozemské malířství 15. století, na rozdíl od malířství německého, stále vykazovalo silné náboženské vlivy. I po roce 1500, kdy se začínaly projevovat renesanční vlivy, vliv mistrů z minulého století vedl k převážně náboženskému a narativnímu stylu malby.
Prvním malířem, který ukázal prvky nové éry, byl Hieronymus Bosch. Jeho práce je podivná a plná zdánlivě iracionálních obrazů, což ztěžuje její interpretaci. Nejvíc ze všeho se zdá překvapivě moderní, představující svět snů, který velmi kontrastuje s tradičním stylem vlámských mistrů své doby.
Po roce 1550 žačali vlámští a nizozemští malíři projevovat větší zájem o přírodu a o krásu jako takovou, což vedlo ke stylu, který zahrnoval renesanční prvky, ale byl stále velmi daleko od elegantní lehkosti italského renesančního malířství, a vedl přímo k tématům velkých vlámských a nizozemských barokních malířů: krajiny, zátiší a žánrové malby – scény z každodenního života.
Tento vývoj lze vidět v dílech Joachima Patinira a Pietera Aertsena, ale skutečným géniem mezi těmito malíři byl Pieter Brueghel starší, známý svým zobrazením přírody a každodenního života, zachycující člověka v jeho přirozeném prostředí a zobrazující rolníka místo prince.
Obraz Ikarův pád, nyní[kdy?] považovaný za ranou kopii, kombinuje několik prvků severní renesanční malby. Naznačuje obnovený zájem o starověk (legenda o Ikarovi), ale hrdina Ikarus je skryt v pozadí. Hlavními aktéry malby jsou samotná příroda a především rolník, který ani při pádu Ikara nevzhlédl od svého pluhu. Brueghel ukazuje člověka jako antihrdinu, komického a někdy groteskního.

### Architektura a sochařství
Stejně jako malířství, i renesanční architektuře trvalo nějaký čas, než se dostala do Nizozemí, ale gotické prvky zcela nenahradila. Nejvýznamnějším sochařem v jižním Nizozemsku byl Giambologna, který většinu své kariéry strávil v Itálii. Architektem přímo ovlivněným italskými mistry byl Cornelis Floris de Vriendt, který navrhl radnici v Antverpách, dokončenou v roce 1564. 

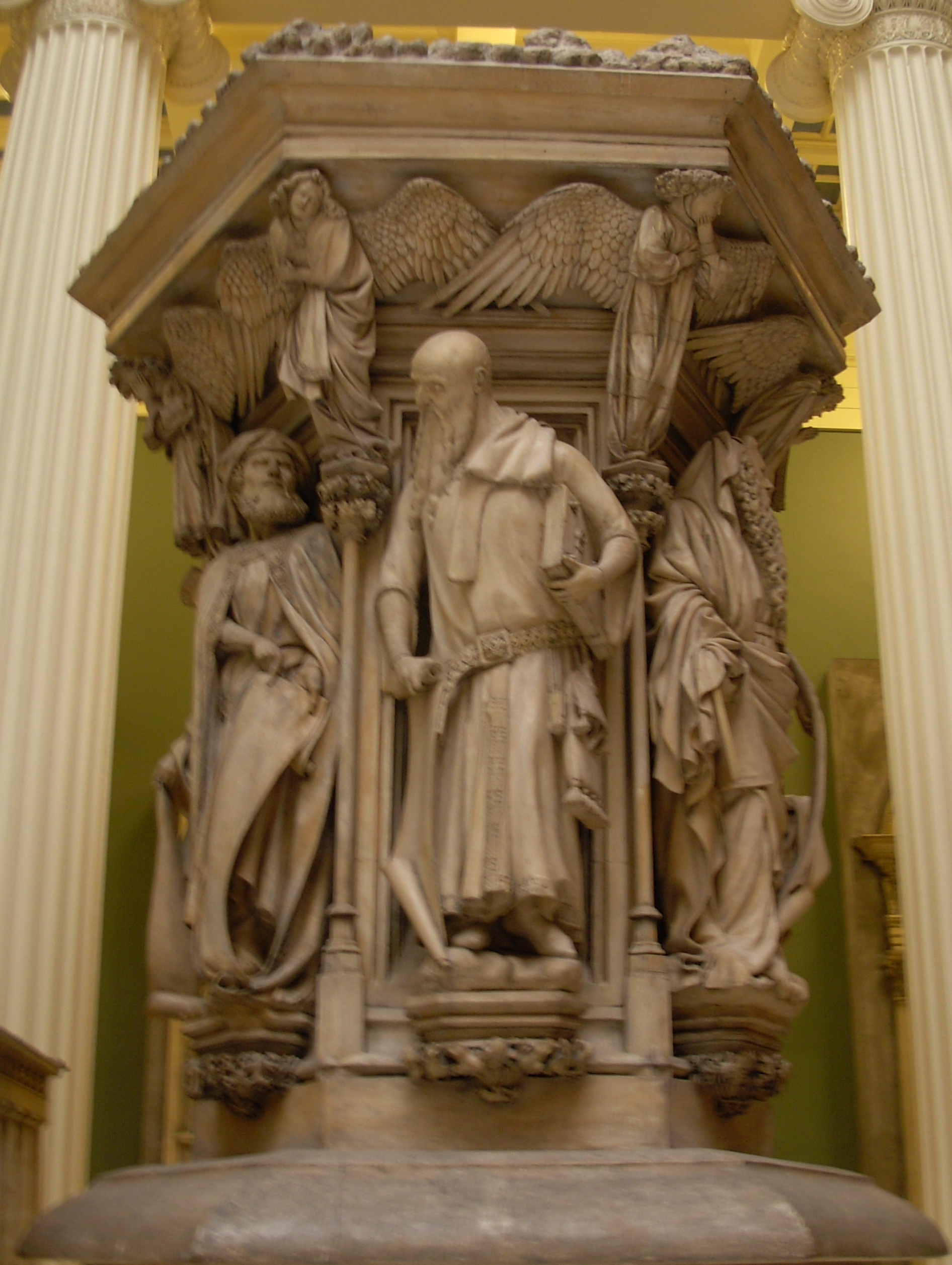
Sluter, Mojžíšova studna, 1395 – 1405

V sochařství však nizozemští umělci 15. století, i když se drželi křesťanských témat, vyvinuli techniky a naturalistický styl, který je srovnatelný s prací jejich raně renesančních italských současníků, jako je Donatello. Claus Sluter produkoval takové práce jako Mojžíšova studna s dynamikou téměř neznámou na přelomu 15. století; a nizozemský rodák Nicolaus Gerhaert van Leyden vytvořil sochy jako Meditující muž které se i dnes zdají „modernější“ než řezby italského Quattrocenta. 

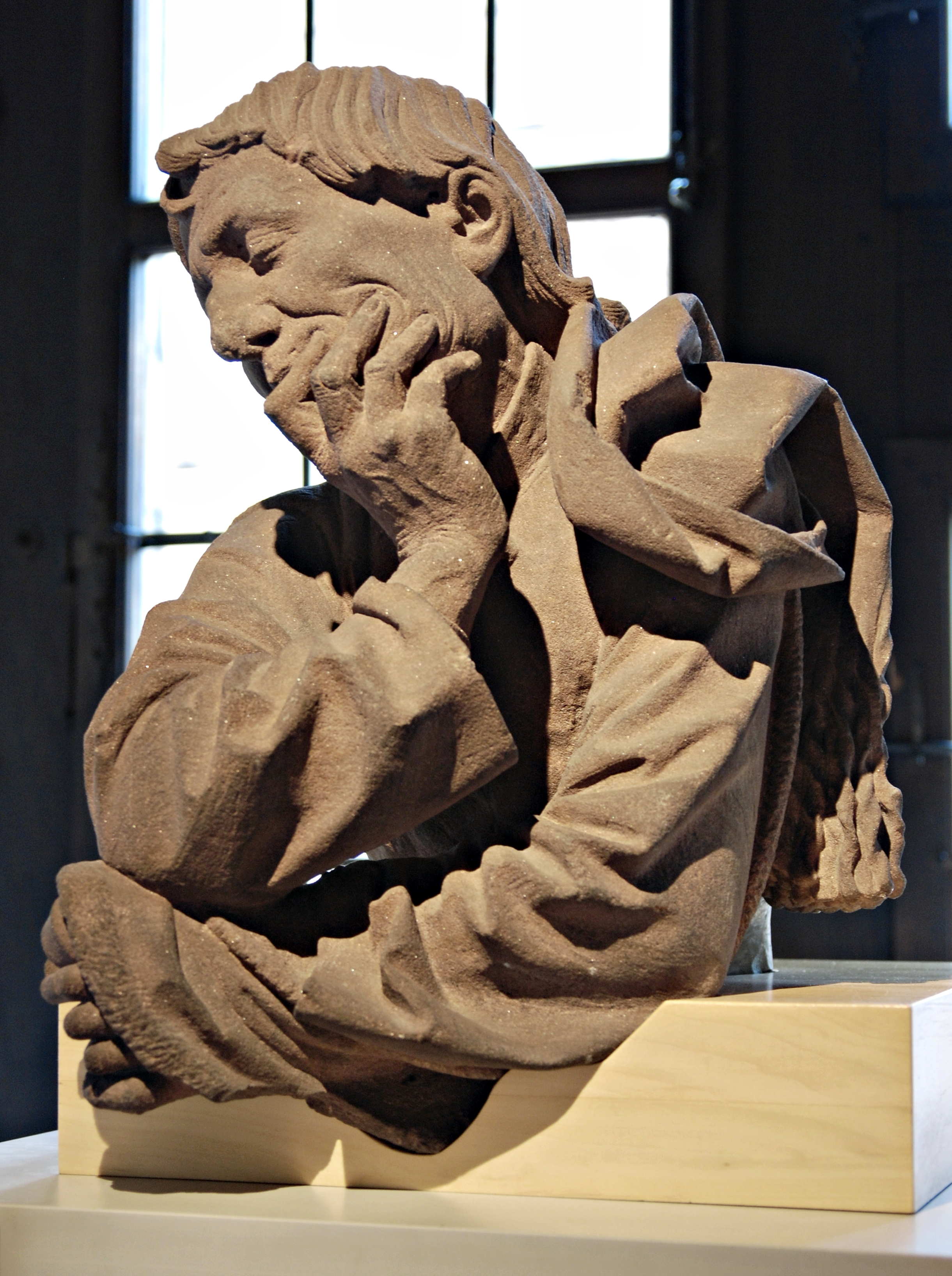
Gerhaert, Meditující muž, 1467

Ve Spojených provinciích nizozemských na počátku 17. století hrál důležitou roli ve vývoji amsterdamského renesančního stylu Hendrick de Keyser, který se odmítáním slepého následování klasického stylu, ale včleňováním mnoha dekorativních prvků, dostal k výsledku, který lze také klasifikovat jako manýrismus. Hans Vredeman de Vries byl další důležitou osobou, především jako zahradní architekt.

### Hudba

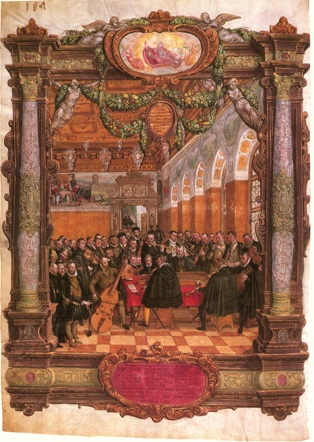
Orlando di Lasso diriguje komorní orchestr, namaloval Hans Mielich

Zatímco v malířství bylo Nizozemí na čele zemí severní Evropy, v hudbě dominovala franko-vlámská škola po celé Evropě. Skladatelé polyfonní hudby z Nizozemí, jako Johannes Ciconia působili během rané renesance ve všech evropských dvorech a chrámech. Vystudovali v církevních a chrámových školách svého regionu a rozšířili a přinesli svůj styl na celý kontinent, takže koncem renesance se v celé Evropě objevil jednotný hudební styl.
Ačkoli zde není žádný odkaz k antice, existuje jasné vlámské „vědomí renesance“, jak je naznačeno slovy vlámského teoretika Johannesa Tinctorise, který o těchto skladatelích řekl: „Ačkoli je to neuvěřitelné, nic co by stálo za poslech, nebylo složeno před nimi".
Renesanční prvky v hudbě byly návratem od „božského původu“ hudby k pozemské kráse a smyslové radosti. Hudba se stávala strukturovanější, vyváženější a melodičtější. Zatímco ve středověku byl výběr nástrojů volitelný, nyní skladatelé začali seskupovat nástroje do homogenních skupin a psát hudbu specificky pro určitá aranžmá.
Nejslavnějším skladatelem v průběhu vrcholné renesance byl Josquin des Prez, během své kariéry byl pod patronací tří papežů. Může být považován za prvního hudebního génia, jak v sekulární tak i v náboženské hudbě.
Dalšími významnými skladateli z Nizozemí byli Guillaume Dufay, Johannes Ockeghem, Jacob Clemens non Papa a Adrian Willaert. Čelným skladatelem pozdní renesance byl i Vlám Orlande de Lassus, který v mládí žil v Itálii a většinu své kariéry strávil v Mnichově.

### Literatura

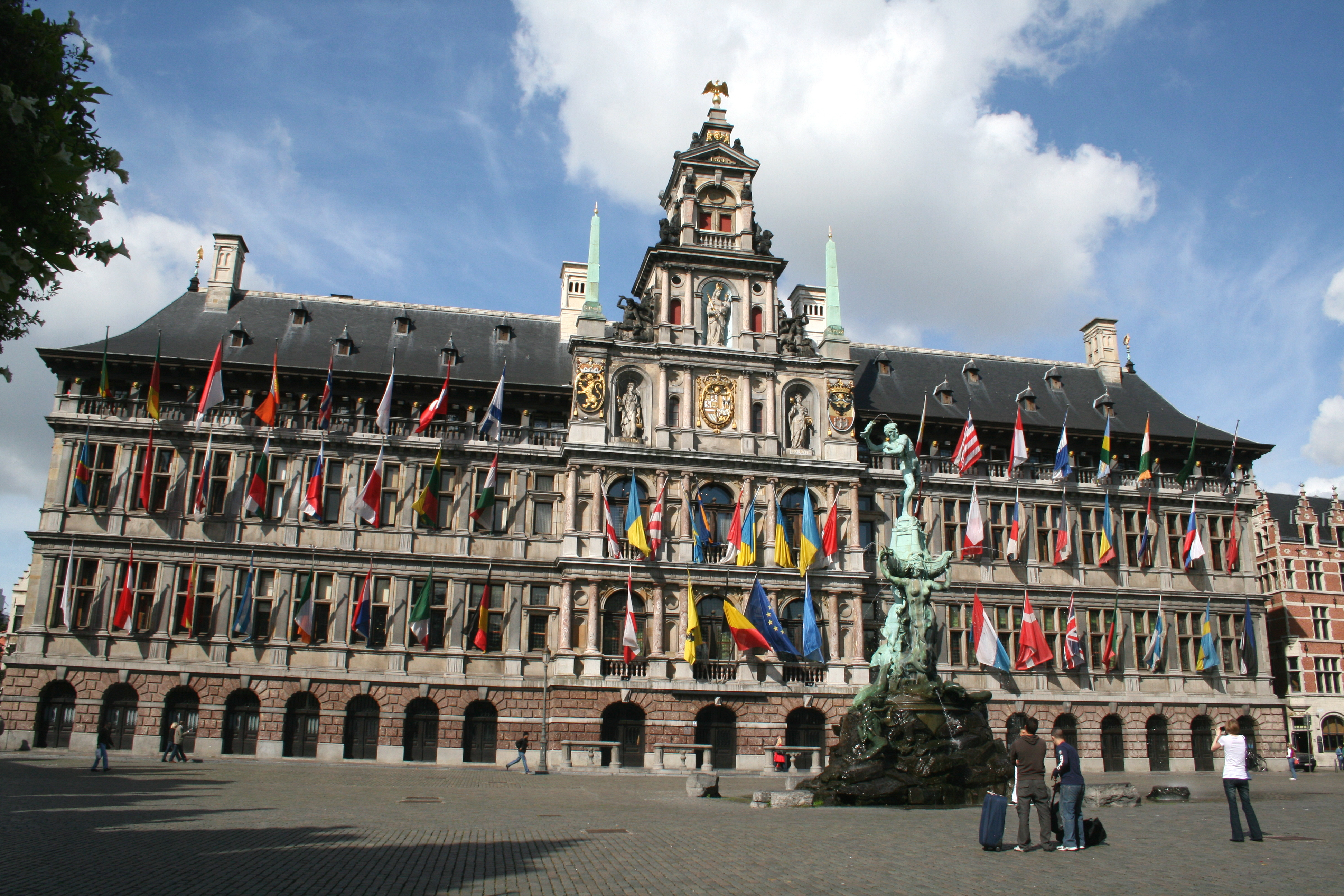
Radnice v Antverpách (dokončeno v roce 1564)

### Věda

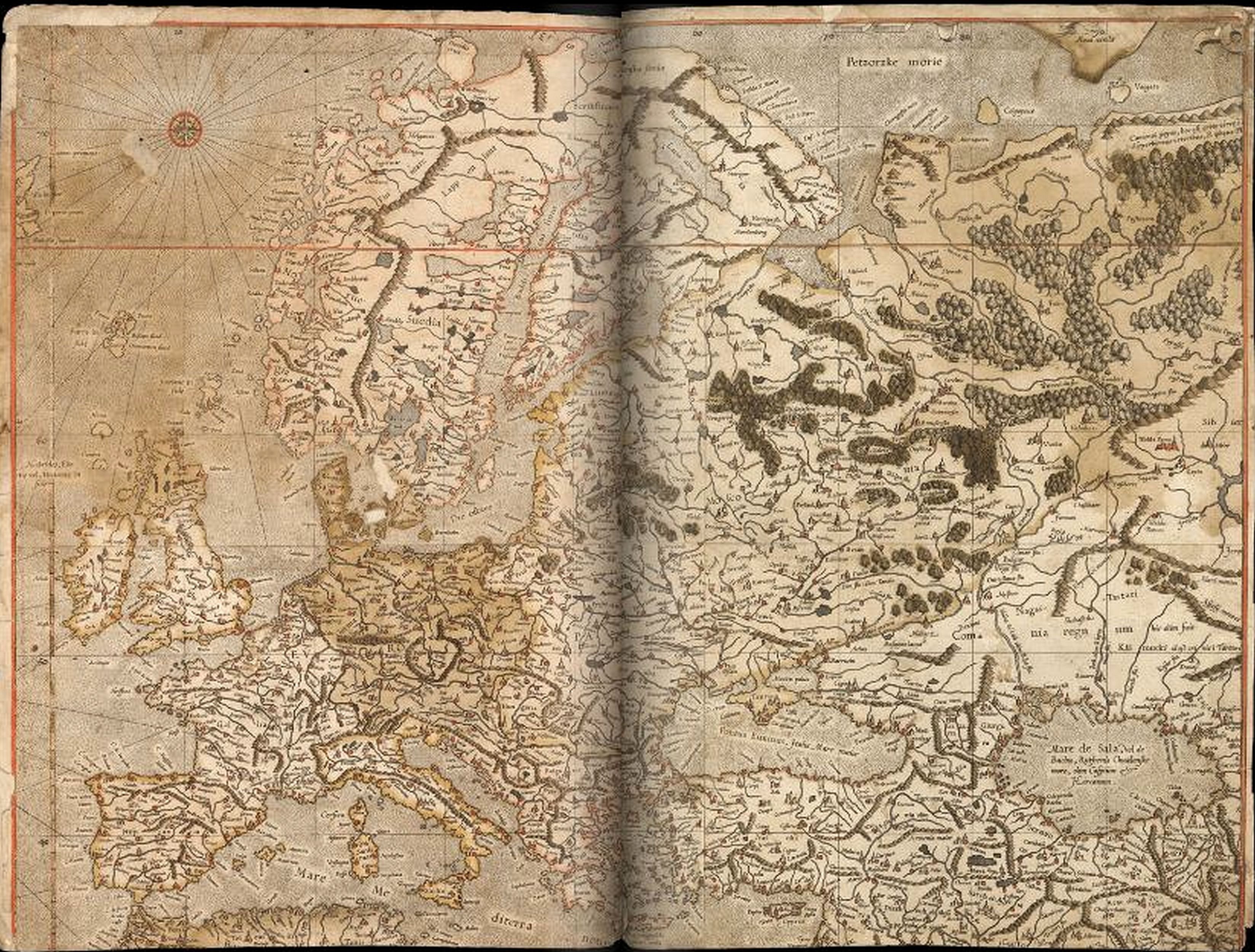
Mapa Evropy Gerarda Mercatora, 1554

Nová doba se projevila také ve vědě. Život vlámského vědce zabývajícího se anatomií Andrease Vesaliuse byl typickou ukázkou nových možnosti ale i problémů, které s nimi souvisejí. Provedl, po staletí ignorování lidské anatomie, v tomto oboru průkopnickou práci. To mu od některých přineslo velkou úctu, ale také způsobilo několikeré vyšetřování jeho metod (pitva lidského těla) a náboženské komplikace jeho práce.
Zatímco Vesalius vykonával průlomové práce při znovuobjevování lidského těla, Gerardus Mercator, jako jeden z předních kartografů své doby, udělal totéž pro znovuobjevení vnějšího světa. Kvůli své víře se také Mercator dostal  do potíží s církví a strávil několik měsíců ve vězení po odsouzení za kacířství .
Životy obou vědců ukazují, jak se renesanční vědci nebáli zpochybňovat to, co bylo po staletí považováno za samozřejmé, a jak to vedlo k problémům se všemocnou katolickou církví.
Přestože se vynález tiskařského lisu Laurense Janszoona Costera ve 30. letech 15. století ukázalo jako romantická iluze, tisk se v Nizozemí objevil brzy. Od roku 1470 byl tiskařský stroj používán v Utrechtu, kde byla v roce 1473 vytištěna první dochovaná datovaná kniha, zatímco první kniha v holandském jazyce byla Delftská bible z roku 1477. Do roku 1481 mělo Nizozemí tiskárnu ve 21 městech. Slavná nakladatelství jako Christoffel Plantijn v Antverpách působící od roku 1555, Petrus Phalesius starší v Leuvenu od roku 1553 a Dům Elzeviru v Leidenu z roku 1580 proměnily Nizozemí v regionální vydavatelské centrum.